# Karakorum
Karakorum (ook wel K'a-la-k'un-lun, Khara-khorin, Kharkhorum, Khara Khorum, Turks-Mongools voor zwarte rots) was van 1235 tot 1272 de hoofdstad van het Mongoolse Rijk. Van 1371 tot 1388 was het de hoofdstad van de Noordelijke Yuan.
Karakorum ontstond in 1224 als een kamp van joerts op een strategische locatie geselecteerd door Dzjengis Khan. 
Het was zijn opvolger Ögedei Khan die de werkelijke urbanisatie organiseerde. Het was geen heel grote stad, omdat de Mongolen van nature geen stadsmensen waren: de meesten leefden als nomaden in tenten. De stad werd omsloten door een lemen muur met vier poorten. Aan de oostelijke poort werd graan verkocht, aan de westelijke poort geiten en schapen, aan de zuidelijke poort runderen en ossenkarren en aan de noordelijke poort paarden. De stad telde twaalf boeddhistische tempels, twee moskeeën en een kerk. De stad had een wijk voor de Arabieren, met grote markten, en een voor de Chinezen. Rond 1254 was Willem van Rubroeck in Karakorum, waarvan hij een uitgebreide beschrijving naliet.
Nadat verschillende khans elkaar waren opgevolgd in Karakorum, verplaatste Koeblai Khan de hoofdstad van zijn rijk naar Peking. Karakorum werd in 1388 verwoest door Ming-troepen. 

## De zilveren boom
Möngke Khan gaf aan Guillaume Boucher, een goudsmid uit Parijs, de opdracht met vijftig handwerkslieden een grote boom van zilver en andere kostbare materialen te maken in het midden van zijn hof. De boom strekte zich uit tot binnen de paleiskamers. Er hing fruit van zilver aan en vier gouden slangen draaiden zich rond de stam. Op de top van de boom verrees een triomferende, zilveren engel met een trompet aan zijn zij. Pneumatische buizen in de holle boom stelden ongeziene dienaren in staat 'wonderen' te verrichten: de engel kon op zijn trompet blazen en uit de bek van de slangen spoot vier soorten drank uit de vier windrichtingen: wijn, zwarte airak, rijstwijn en mede. De Zilveren Boom was voor de Mongolen het symbool van hun oorsprong. Koeblai Khan nam de zilveren boom waarschijnlijk mee toen hij de hoofdstad naar Khanbalik (Peking) verlegde.

## Archeologie
De ruïnes van Karakorum bevinden zich in de ajmag (provincie) Övörhangaj, nabij de stad Harhorin en het klooster Erdene Zuu in de Orhonvallei. In 2021 is de stad gedetailleerd in kaart gebracht.